# Цајскам
Цајскам (њем. Zeiskam) општина је у њемачкој савезној држави Рајна-Палатинат. Једно је од 31 општинског средишта округа Гермерсхајм. Према процјени из 2010. у општини је живјело 2.253 становника. Посједује регионалну шифру (AGS) 7334036.

## Географски и демографски подаци
Цајскам се налази у савезној држави Рајна-Палатинат у округу Гермерсхајм. Општина се налази на надморској висини од 117 метара. Површина општине износи 8,8 km². У самом мјесту је, према процјени из 2010. године, живјело 2.253 становника. Просјечна густина становништва износи 255 становника/km².

## Међународна сарадња
| Мјесто     | Држава  | Врста сарадње | Од    |
| ---------- | ------- | ------------- | ----- |
| Рокастрада | Италија | партнерство   | 2001. |
| Извор      |         |               |       |